# Shibari

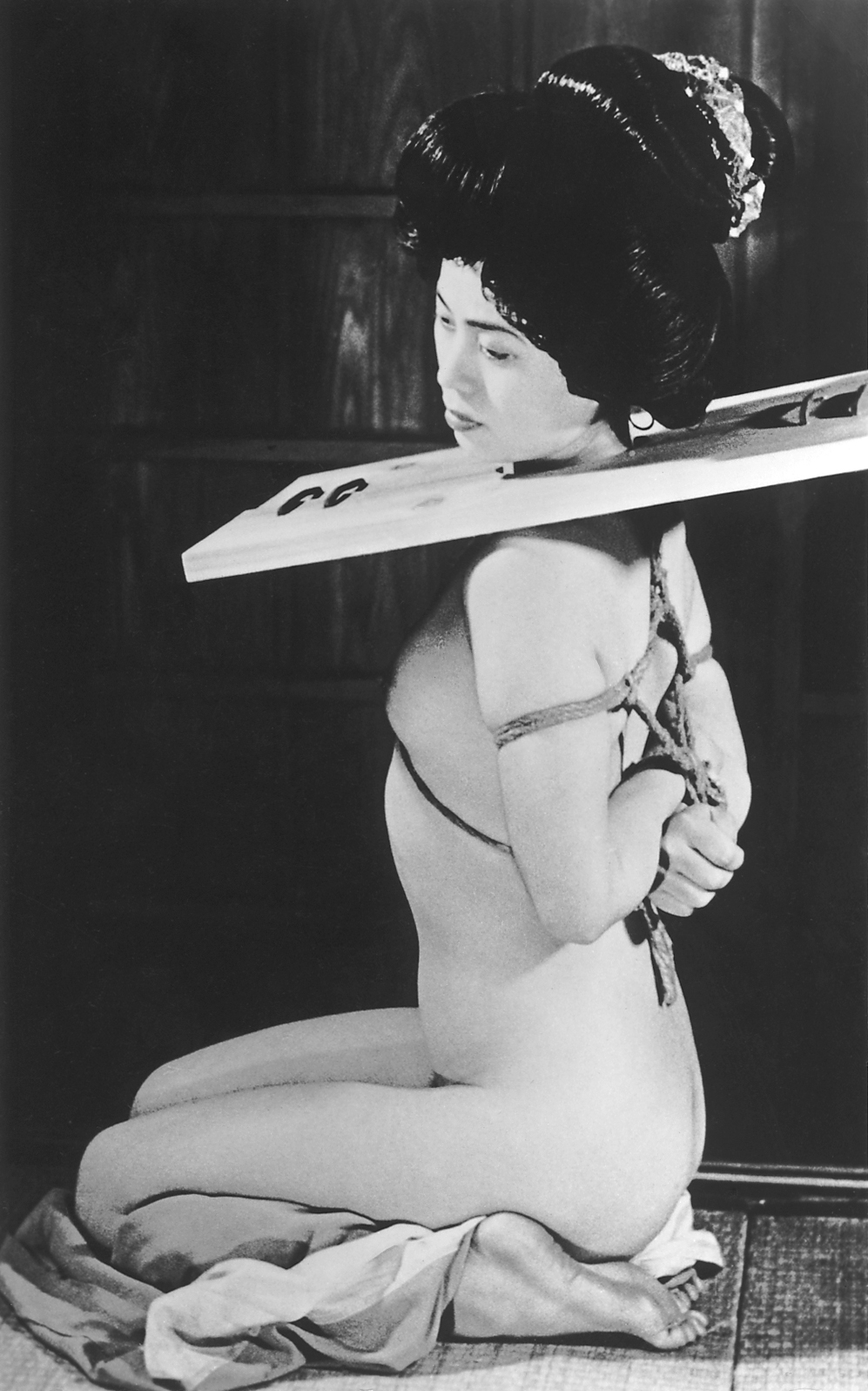
Un'immagine di shibari dalla rivista Yomikiri Romance, gennaio 1953.

Lo shibari (縛り?), o kinbaku (緊縛?), è una disciplina bondage giapponese che consiste nel legare una persona in un contesto erotico. Si è evoluta dalle tecniche dell'hojōjutsu, un'arte marziale nata per immobilizzare i prigionieri di guerra. Pur essendo nata come pratica sessuale BDSM, oggi viene svolta da alcuni anche come forma di rilassamento o come forma artistica di scultura vivente.

## Storia
La cultura dello shibari ha radici molto antiche. Nelle tradizionali cerimonie religiose giapponesi è sempre stato usuale includere corde e legamenti per simboleggiare il collegamento tra l'umano e il divino. Lo hojojutsu si perfezionò nel XV secolo, utilizzato dalla polizia e dai samurai come forma di prigionia, e come tale rimase fino al XVIII secolo. Allora le risorse di metalli scarseggiavano, mentre in compenso abbondavano le funi di canapa e iuta: così spesso i prigionieri non venivano rinchiusi in una prigione, bensì venivano semplicemente immobilizzati con una corda. La polizia giapponese continua a portare nei propri furgoni un fascio di corda di canapa.
La legatura entrò nell'immaginario erotico giapponese nel periodo Edo (1600-1860) attraverso le cosiddette seme-e, un particolare tipo di ukiyo-e, che rappresentavano scene di costrizione. Sul finire dell'epoca Edo, nacque Seiu Ito, considerato il "padre del kinbaku". La sua fotografia e la sua pittura, ispirate dalle scene di costrizione presenti nel teatro kabuki, e prodotte per la maggior parte negli anni '30 del XX secolo, influenzarono tutta la successiva generazione di kinbakushi. Il Kinbaku divenne molto popolare in Giappone negli anni 1950 grazie a riviste quali Kitan Club e Yomikiri Romance, che pubblicarono le prime foto nude di bondage.

## Glossario
- kinbaku (緊縛? sostantivo), letteralmente, "legatura stretta".
- kinbaku-bi (緊縛美? sostantivo), letteralmente, "bellezza della schiavitù".
- kinbakushi (緊縛師? sostantivo), parola composta da "kinbaku", legatura stretta e "shi", maestro, esperto. Traduzione letterale: maestro della legatura stretta e può essere abbreviato a "bakushi".
- shibari (縛り? sostantivo), letteralmente, "legare (o tessere)". Definizione estesa: "limitare, trattenere, fissare".
- shibaru (縛る? verbo), "legare".
- nawa-shibari (縄縛り? sostantivo), vuol dire "legatura con la corda" (termine tuttavia scorretto, perché non esiste nella lingua giapponese).[5]
- nawashi (縄師? sostantivo), parola composta da "nawa", corda e "shi", maestro. Letteralmente "maestro di corda", contestualmente utilizzato col significato di "artista della corda" in quanto "colui (esperto), che lega".[1]